# Alec Greven
Alec Greven (Castle Rock, 2000) è uno scrittore statunitense.
Il suo primo libro, How to Talk to Girls, è stato pubblicato quando aveva nove anni.
Ha successivamente scritto due ulteriori libri: How to Talk to Moms (Come parlare alla mamma) e  How to Talk to Dads (Come parlare al papà). Nel 2009 verrà pubblicato il quarto libro, How to Talk to Santa. Sta scrivendo, inoltre, il suo quinto libro, How to Talk to Grandparents (Come parlare ai nonni).
Nel febbraio 2008 è apparso nel talk show The Ellen DeGeneres Show, replicando nell'aprile 2009 per promuovere i suoi nuovi libri. Nel dicembre 2008 partecipa al talk show prodotto dall'NBC Late Night with Conan O'Brien. Il 12 febbraio 2009 partecipa al The Tonight Show.
In Italia il 22 marzo 2009 è stato ospite a Quelli che il calcio, programma televisivo di Rai 2 presentato da Simona Ventura, indossando la maglia del Milan di David Beckham. Il 24 marzo 2009 è stato ospite al Chiambretti Night.